# Красноярский автобус
Красноярский автобус — система автотранспортных пассажирских перевозок города Красноярска и пригорода.

## История
Извозчики работали в Красноярске до 1940-х годов.
Хуже красноярских извозчиков трудно себе представить, бестолковее установленной здесь таксы для них невозможно придумать. Экипажи допотопные и представляют собой, видимо, наследие «времен Очакова и покоренья Крыма»: сбруя, лошади имеют также непривлекательный вид.Федорова, А. От Томска до Красноярска // Дорожник по Сибири и Азиатской России. Кн. 6 (ноябрь-декабрь) / ред. В. А. Долгоруков. — Томск: Паровая типо-литография П. И. Макушина, 1900. — С. 56.
Зимой городские извозчики одевались в меховые шапки, теплые пимы и длинные, до пят, тулупы из овчины. Пассажирам предлагались меховые пологи, чтобы укрыть ноги.
В 1910 году проезд от Старобазарной площади до станции железной дороги стоил 50 копеек. За езду в течение одного часа — 60 копеек.
Ввести автобусное сообщение в Красноярске планировалось с 1927 года.
В Красноярске будет функционировать четыре автобуса вместимостью по 16 мест каждый. Остановки предполагается делать на Старобазарной площади, Красноярском пер., площади Революции и на вокзале.Газета «Красноярский рабочий», 5 мая 1928 года
Из-за отсутствия техники ввод нового вида транспорта задержался на несколько лет. 1 августа 1934 года в городе началось автобусное движение. Автобусы ходили по маршруту: Ж/д вокзал — Площадь Просвещения. Два автобуса ходили по Большой улице (в будущем проспект Сталина). Вся линия была разбита на десять остановочных пунктов. Стоимость проезда составляла 10 копеек за остановку. Каждый автобус был рассчитан на 15 пассажиров.
В соответствии с постановлением Крайисполкома 31 августа 1939 года (протокол № 58) «Об организации Краевого управления автомобильного транспорта системы Народного Комиссариата автомобильного транспорта РСФСР» 5 сентября 1939 года было организовано Краевое управление автомобильного транспорта.
20 сентября 1939 года в составе управления было организовано шесть хозрасчётных межрайонных контор автомобильного транспорта, в числе которых была и Красноярская, размещавшаяся по адресу проспект Сталина, 14 (ныне проспект Мира). К началу 1940 года Красноярская межрайонная контора автотранспорта имела автомобильный парк, состоящий из восьми автобусов марки ГАЗ-03-30 и 46 грузовых автомобилей (ЗИС-5, ЗИС-21, ГАЗ-АА, ГАЗ-42) и обеспечивала перевозку пассажиров по трём автобусным маршрутам:
1. «Старый базар — Железнодорожный вокзал»;
2. «ул. Сурикова — Кирпичный завод»;
3. «Железнодорожный вокзал — Мелькомбинат».

16 января 1941 года город получил шесть новых автобусов (ЗИС-8, ЗИС-16) и были открыты новые маршруты: ул. Сурикова — Военный городок; ул. Сурикова — завод Красмаш — 2-й участок — Бумстрой; междугородный маршрут: «Красноярск — Большая Мурта».
Дальнейшее развитие автобусного движения происходило уже после войны. В январе 1946 года получили четыре автобуса марки «ЗИС-8», в 1947 году было переоборудовано четыре грузовых автомобиля марки «Опель» для перевозки пассажиров и три новых автобуса получено в июле 1948 года, что позволило открыть маршрут по Правобережью: от Большого понтонного моста до Авиадома с остановками: Посёлок 1 августа — Завод Побежимова — Судоремзавод — Школа № 46.
В 1952-1954 годах автобусы устаревших марок были сняты с инвентаря, в предприятие стали поступать автобусы новых марок ЗИС-154 и ЗИС-155.
Началось ускоренное развитие пассажирского автотранспорта в городе Красноярске. В конце 80-х годов в городе уже было:
- Производственное пассажирское автотранспортное объединение № 1;
- Производственное объединение пассажирского транспорта № 2;
- Производственное объединение пассажирского транспорта № 3;
- Производственное объединение пассажирского транспорта № 4;
- Производственное объединение пассажирского транспорта № 5.

Предприятия пассажирского транспорта, как и весь автомобильный транспорт Красноярского края находились в ведении Красноярского территориального производственного объединения автомобильного транспорта ТПО «Красноярскавтотранс». Контроль за работой пассажирского транспорта осуществлялся через Центральную диспетчерскую службу города.
Решением Красноярского городского Совета народных депутатов от 31.08.1990 № 391 «О создании в г. Красноярске коммерческо-эксплуатационной службы городского пассажирского транспорта» была создана новая структурная единица, объединившая автомобильный и электрический пассажирский транспорт города. Предприятие создано за счет сокращения ТПО «Красноярскавтотранс» и трамвайно-троллейбусного управления (ТТУ) МПО Горжилкомхоз». В задачи предприятия входило заключение договоров с транспортными предприятиями на перевозки пассажиров по городским и пригородным маршрутам, контроль за работой пассажирского транспорта, распространение разовых талонов и проездных билетов через сеть киосков и распределение полученных доходов от реализации киосками по предприятиям. Кроме того, в 1992 году был создан департамент транспорта и связи администрации города Красноярска. 1 сентября 1998 г. создано муниципальное учреждение «Гортранссвязь» с целью совершенствования транспортного обслуживания и обеспечения связью жителей города.
В подчинении МУ «Гортранссвязь» находились:
- Муниципальное пассажирское автотранспортное предприятие №1;
- Муниципальное пассажирское автотранспортное предприятие №2;
- Муниципальное пассажирское автотранспортное предприятие №3;
- Муниципальное пассажирское автотранспортное предприятие №5;
- Муниципальное пассажирское автотранспортное предприятие №6;
- Муниципальное пассажирское автотранспортное предприятие №7;
- Муниципальное предприятие «Горэлектротранс»;
- Муниципальное предприятие «Красноярскавторемонт»;
- Муниципальное предприятие «ЦСТО».

За девяностые годы произошло снижение финансирования муниципальных предприятий вследствие чего уменьшилось количество подвижного состава, выходящего на линию. В июне-июле 1999 года вышли постановления № 337 и № 525 «О реорганизации муниципальных пассажирских автотранспортных предприятий г. Красноярска», согласно которому осталось 3 пассажирских автопредприятия: «МПАТП №2»; «МПАТП №6»; «МПАТП №7» и МП «Горэлектротранс». В ноябре 1999 года был организован департамент транспорта администрации города. 31 декабря 1999 согласно постановлению администрации города Красноярска № 844 ликвидировано МУ «Городское управление транспорта», бывшее МУ «Готранссвязь» (переименовано постановлением 04.06.1999 № 299). Тяжёлое финансовое положение, невозможность обновления подвижного состава, пожар в муниципальном автотранспортном предприятии № 6 в январе 2001 года, в результате которого сгорел 41 автобус, привели к тому, что по состоянию на 01 июля 2005 года в городе оставалось три муниципальных предприятия:
- МП г. Красноярска «КПАТП №2»;
- МП г. Красноярска «КПАТП №7»;
- МП г. Красноярска «Горэлектротранс».

В 2008 году было создано муниципальное предприятие города Красноярска «Красноярское пассажирское автотранспортное предприятие №5».
В 2017 году из-за финансовых трудностей было закрыто МП г. Красноярска «КПАТП № 2», весь подвижной состав, пригодный к работе, был переведён в КПАТП-5.
В 2020 году муниципальные предприятия смогли обновить парк, получив 30 поддержанных автобусов ЛиАЗ-5292 из Москвы.
Обновление продолжилось и в дальнейшем: в 2022 году, в рамках программы губернатора «Новый автобус», муниципальные предприятия края получили более сотни новых автобусов, в том числе моделей ЛиАЗ-5292, ЛиАЗ-5292.65-03 (пригородная версия), НефАЗ-5299, ПАЗ-3204 и др., в 2023 году — новые ЛиАЗ-5292, НефАЗ-5299, а также китайские Yutong ZK6122H9.
В 2023 году в Красноярск поступили электробусы моделей ЛиАЗ-6274 и АКСМ-Е321. В 2024 году электробусы вышли на маршрут № 1, введённый в 2024 году. Стоимость проезда в электробусе — 32 рубля, как в трамвае и в троллейбусе, дешевле, чем в автобусе.

## Городские автобусные маршруты
Общая протяжённость автобусной сети — 1834,5 км. По состоянию на апрель 2025 года в городе в будние дни на линию выходит 854 автобуса, которые обслуживают 55 регулярных маршрута и 5 сезонных маршрутов. Перевозки обеспечивают муниципальное автотранспортное предприятие - 1, индивидуальные предприниматели и предприятия частной формы собственности - 32.
Список маршрутов:
1 - Мкрн. Тихие зори – ст. Красноярск-Северный (электробус)
2 - Автовокзал Восточный – Дом учёных 
3 - Автовокзал Восточный – Академгородок
5 - Спорткомплекс "Радуга" – ОАО "Красфарма"
6 - ДК "Кировский" – Кардиоцентр
7 - ДК "Кировский" – Агротерминал
8 - Пос. Водников – Кардиоцентр
9 - Междугородный автовокзал – Мкрн. Верхняя Базаиха
10 - пос. Энергетиков – ОАО "Красфарма"
11 - Улица 3-я Дальневосточная – Молодёжная
12 - пос. Удачный – ст. Красноярск-Северный
14 - ЖД больница – пос. Овинный 
18 - Техникум транспорта и сервиса – Мкрн. Верхние Черёмушки
18с - Мкрн. Верхние Черёмушки – ОАО "Красфарма"
19 - Причал – Стела
21 - Парк "Прищепка" - Спортзал
22 - ИТК – Жилой комплекс "Ясный"
23 - ЛДК – Мкрн. Солнечный
26 - Плодово-ягодная станция – ЖД больница
27 - Мкрн. Преображенский – Полигон
30 - Мкрн. Тихие зори – Спортзал
31 - Академия биатлона - ЛДК
37 - Оздоровительный комплекс "Гренада" – ЖД вокзал 
38 - Дом учёных – пос. Таймыр
40 - Полигон – Техникум транспорта и сервиса
40а - Полигон – Автовокзал Восточный 
40с - Полигон – Улица Московская, 32/2
43 - Сельхозкомплекс – Автовокзал Восточный 
49 - Спорткомплекс "Радуга" – Кардиоцентр 
50 - Мкрн. Солнечный – Стела
52 - Озеро-парк – Мкрн. Тихие зори
55 - ЖД вокзал – пос. Цементников
56 - ЖД возкзал – пос. Шинников
58 - Спортзал – Поликлиника (улица Саянская)
60 - Мкрн. Солнечный – Автовокзал Восточный 
61 - Мкрн. Солнечный – пос. Шинников 
63 - Академгородок – Мкрн. Солнечный 
64 - Мкрн. Солнечный – Мкрн. Тихие зори
65 - ДК "Кировский" – Агротерминал 
69 - Мкрн. Солнечный – ИТК 
71 - пос. Таймыр – Спортзал
77 - ЖД больница – ОАО "РУСАЛ" (отдельные рейсы до д. Песчанка)
78 - Контейнерный двор – Стела
80 - Мкрн. Тихие зори – пос. Таймыр
81 - ЖД больница – ОАО "РУСАЛ" (отдельные рейсы до ООО "Сибирский элемент")
83 - Дом учёных – Профилакторий з-да КраМЗ
85 - Мкрн. Верхние Черёмушки – Сельхозкомплекс
87 - Молодёжная – Мкрн. Солнечный 
88 - Академия биатлона – Спортзал
90 - Мкрн. Верхняя Базаиха – Академия биатлона 
92 - Химкомбинат "Енисей" – ОАО "Красфарма"
94 - ТЭЦ-3 – ЛДК
95 - Мкрн. Верхние Черёмушки – ЛДК
98 - ОАО "РУСАЛ" – ЛДК
99 - Улица Цимлянская – ст. Красноярск-Северный

## Стоимость проезда и провоз багажа (с 01.07.2024 г.)
- Наличным расчётом — 44 ₽.
- По транспортной карте — 44 ₽[11].
- По банковской карте через терминал у кондуктора — 44 ₽.
- Через мобильное приложение «Транспорт Красноярска» — 44 ₽.
- В электробусах — 40 ₽.

В муниципальных и коммерческих автобусах стоимость проезда одинакова.
Жители Красноярска с 1 апреля до 31 июля 2025 года могут получить скидку в размере 9 рублей при каждой оплате проезда на городском транспорте через Систему быстрых платежей (СБП).